# Siebeneichen (Meißen)
Siebeneichen ist ein Stadtteil von Meißen im Landkreis Meißen, Sachsen. Die Gemarkung liegt im Süden der Stadt und ist bekannt für das Schloss Siebeneichen oberhalb der Elbe. Nachbarorte sind Meißen-Lercha, Meißen-Neudörfchen, Bockwen (Klipphausen) sowie auf der anderen Elbseite Meißen-Nieder- und Oberspaar. Erstmals erwähnt wurde der Ortsname 1394 als Name eines Vorwerks des Klosters zum Heiligen Kreuz. Bis 31. Dezember 1972 gehörte das Dorf zu Bockwen und wurde dann nach Meißen umgegliedert.